# Голосенко, Игорь Анатольевич
И́горь Анато́льевич Голосе́нко (1938—2001) — российский социолог, один из первых историков русской социологии. Доктор философских наук, профессор.

## Биография
Родился в 1938 году в г. Минеральные Воды в семье офицера.
- С 1941 г. переезд в Москву, где проживал с матерью в семье профессора Ивана Соловьева, старинного знакомого семьи.
- С 1945 г. переезды в Таллин, Калининград, Рига и др.
- С 1951 г. в Ленинграде.
- С 1956 г. после окончания средней школы работа шофером на заводе «Электроаппарат».
- С 1959 г. поступил в Ленинградский государственный университет, философский факультет.
- 1963 г. окончание университета с отличием. Принят ассистентом на кафедру философии Ленинградского института водного транспорта (ЛИВТ),
- 1966 г. в журнале «Новая и новейшая история» опубликована статья «Философия истории Питирима Сорокина» — первая в СССР научная статья о великом социологе, после ругательски-злобной «О значении воинствующего материализма» В. И. Ульянова (Ленина). Был в «списках невыездных» до конца СССР.
- До 2001 г. преподавание философии по совместительству в Ленинградском государственном университете и др. институтах.

С конца 1980-х гг. ведущий специалист Ленинградского филиала Института социологии АН СССР.
Дипломная работа и кандидатская диссертация посвящены социологии Питирима Сорокина. Впервые проанализированы концепции великого русского ученого в свете мировой социологической традиции.
Занятия историей социологии имели масштабный, многоплановый характер. В лучших традициях русской научной школы, опубликованы сотни фундаментальных работ. Яркий преподаватель и любимец студентов. На его лекции приезжали преподаватели со всего Ленинграда. Среди последних публикаций — работы о методологии историко-социологической науки, теоретическом наследии О. Конта, исторические обзоры исследований маргинальных слоев населения, в том числе статьи о «русском пьянстве», проституции, нищенстве.
Одна из последних публикаций И. А. Голосенко — статья о проблеме бюрократии в дореволюционной России, которая представляет собой часть большой работы по изучению русского чиновничества, которая осталась незавершенной, равно как и издание на русском языке сочинений Н. С. Тимашева.
Благодаря многолетним трудам Игоря Голосенко в Санкт-Петербурге сформировалась влиятельная историко-социологическая школа, его ученики и последователи работают в ведущих научно-исследовательских учреждениях и университетах России и мира.
Один из идейных вдохновителей и организаторов возрождения Русского социологического общества им. М. М. Ковалевского, а также издания «Журнала социологии и социальной антропологии».

## Основные даты научной деятельности
- 1963 г. — окончил философский факультет Ленинградского государственного университета.
- 1968 г. — защита кандидатской диссертации — «Критика философско-исторических и социологических концепций Питирима Сорокина».
- 1970—1975 гг. — работа младшим научным сотрудником в ленинградских подразделениях Института философии АН СССР.
- 1976 г. — доцент на кафедре философии Ленинградского института водного транспорта.
- 1982 г. — защита докторской диссертации — «Буржуазная социология в России на рубеже двух веков».
- 1983—1989 гг. — профессор и заведующий кафедрой философии Ленинградского института водного транспорта, педагогическая деятельность в Европейском университете, Гуманитарном институте при Санкт-Петербургском университете и др. вузах.
- 1989—1994 гг. — ведущий научный сотрудник Санкт-Петербургского филиала Института социологии АН СССР.
- 1994—2001 гг. — главный научный сотрудник Санкт-Петербургского филиала Института социологии РАН.

## Основные издания трудов
- Философия истории Питирима Сорокина // Новая и новейшая история, М., 1966, № 4, апрель, с.85-93.
- Питирим Сорокин как историк социологии // Журнал социологии и социальной антропологии. 1998 том I. № 4.
- Шедевр социологии русского зарубежья XX века. (Рецензия на книгу: Сорокин П. А. Социальная и культурная динамика. СПб.: Изд-во Русского Христианского гуманитарного Института, 2000) // Журнал социологии и социальной антропологии. 2001. Т. IV. № 2. С. 190—194.
- История социологии как научная проблема // Социологические исследования. 1976. № 1.
- Социологическая мысль в России: Очерки истории немарксистской социологии последней трети XIX — начала XX века. — Л.: Наука, 1978. Гл. 1, 7, 8, 11.
- Социология Питирима Сорокина. 1978.
- Реализм и номинализм в истории буржуазной социологии // Социологические исследования, 1979, № 4. Социологическая мысль в России. 1978.
- Универсальное и национальное в немарксистской социологии // Социологические исследования. 1981. № 4.
- Русское пьянство: мифы и реальность // Социологические исследования. 1986. № 3.
- Питирим Сорокин: судьба и труды. Сыктывкар: Истоки, 1991.
- Социология Питирима Сорокина (русский период деятельности). Самара: Социологический центр «Социо», 1992.
- Столыпинская реформа и социология Огюста Конта // Социологический журнал. 1994. № 4.
- Голосенко И. А., Козловский В. В. История русской социологии XIX—XX вв. (недоступная ссылка) М.: Онега, 1995. Гл. 1-4, 6, 7, 9.
- Социологическая литература России второй половины XIX — начала XX в.: Библиографический указатель. М.: Онега, 1995.
- Системный анализ в творчестве П. Сорокина // Социально-политический журнал. 1996. № 1, 2.
- Историко-социологические взгляды Н. Кареева. 1996.
- Нищенство как социальная проблема: Из истории дореволюционной социологии бедности // Социологические исследования. 1996. № 7, 8.
- Российская социология проституции (1861—1917 гг.). СПб.: Институт социологии РАН, 1997.
- Идеи Макса Вебера в России 20-х годов // Макс Вебер, прочитанный сегодня / Под ред. Р. П. Шпаковой. СПб., Издательство СПбГУ, 1997.
- Проблема кризиса общества и культуры в социологии Питирима Сорокина // Российская социология: Историко-социологические очерки. М.: РГГУ, 1997.
- Сочинения зарубежных социологов в русской печати середины XIX-начала XX века. Библиографический указатель.
- Начальство. Очерки по истории российской социологии чиновничества конца XIX — начала XX вв. // Журнал социологии и социальной антропологии. 2005. Том VIII. № 1.
- Книги, статьи.
- Архив статей в Научной электронной библиотеке eLIBRARY.RU

### Интервью
- «Я беру только Россию, и мне с избытком её хватает…» Интервью М. Г. Пугачевой с профессором И. А. Голосенко // Социологическое обозрение. 2001. Т. 1. № 2.
- Интервью В. В. Козловского с профессором И. А. Голосенко. (недоступная ссылка)

### IN MEMORIAM
- Первые чтения по истории Русской социологии. Памяти Игоря Анатольевича Голосенко // Журнал социологии и социальной антропологии. 2003. Т. 6. № 1.
- Сапов В. В. IN MEMORIAM // Социологическое обозрение. 2001. Т. 1. № 2.
- IN MEMORIAM Памяти Игоря Анатольевича Голосенко// Журнал социологии и социальной антропологии. 2002. Т. 5. № 1. С. 211—213.
- Некролог